# Hartleben Konrád Adolf
Hartleben Konrád Adolf (Mainz, 1778. augusztus 26. – Bécs, 1863. május 4.) az egyik legtekintélyesebb pesti könyvkereskedő és kiadó volt. Könyvesboltja, mely a Váci utcában működött, 1848 előtt a legnagyobb forgalmú üzletek közé tartozott. Mint könyvkiadó főként tudománynépszerűsítő műveket adott ki.

## Életpályája

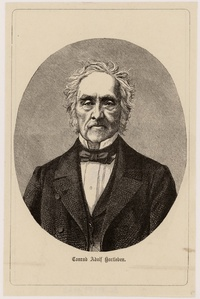
Hartleben Konrád Adolf (tónusos fametszet, 1878)

A német származású Hartleben Konrád Adolf apja mainzi jogtudós és szakíró volt. Az ifjú Hartleben eredetileg katonai pályára készült, 1797-ben azonban szülei kívánságára – miután bátyja a salzburgi érsek hívására tanári állást vállalt – ő maga is Bécsbe költözött, ahol egyetemi tanulmányokat folytatott. 1797-től kezdve 4 éven át Adolf Doll bécsi könyvkereskedőnél tanulta a szakmát.
Kiadói működését is Bécsben kezdte, 1799 és 1801 között több művet is megjelentetett, melyeket a pesti kereskedők is árusítottak. Hartleben 1801. október 18-án kérvényt adott be a pestvárosi tanácshoz, melyben könyvkereskedői jogért folyamodott. Kérvényében előadta, hogy Pesten nincs elég könyvkereskedés, és hiányoznak a jó külföldi könyvek. Azonban a négy pesti könyvárus, Weingand és társa, a Kilián-testvérek, Kiss István és Leyrer József tiltakozott az engedély megadása ellen, így a pestvárosi tanács Hartleben kérvényét elutasította. Ezért előbb megvásárolta a budai Ivanics Zsigmond könyvkereskedői jogát, majd 1802. december 18-án István nádortól kérvényezte üzletének Pestre való áthelyezését. Kérésének támogatására előadta, hogy több külföldi mű magyarra fordításában már jelentős anyagi áldozatot hozott, azonban Buda nem alkalmas hely arra, hogy a munkákat megfelelően értékesíteni tudja. Egyébként antikváriumot is szeretne alapítani, ahol a régebbi történettudományi irodalmat árusítaná, melyhez kizárólag Pest a megfelelő hely, hiszen ott van az egyetem is. Hivatkozott még arra is, hogy Pesten egyetlenegy antikvárium sincs, szemben Bécs városával, ahol tíz is található. A Helytartótanács végül 1803. február 15-én megadta Hartlebennek a jogot, hogy Pesten könyvkereskedést nyisson.
Kezdetben kiadványai között még a magyar nyelvű művek voltak túlsúlyban, azonban a magyar irodalom és olvasóközönség fejletlensége miatt, később főleg német nyelvű könyvek kiadásával foglalkozott. Hartleben nemcsak kitűnő üzleti érzékkel rendelkezett, de kiváló ízlés is jellemezte. Fokozottan figyelt kiadványainak külső megjelenésére, nagyon kedvelte az illusztrált könyveket, és munkái között több művészi értékű alkotás is található. Kiadványaival a lipcsei vásáron is rendszeresen szerepelt.
Időközben kiadót alapított Lipcsében is, és mivel osztrák művek kiadásával is foglalkozott, 1844-ben könyvkiadói tevékenységét Bécsbe helyezte át, és oda is költözött. Már korábban maga mellé vette V. F. Altenburgert, aki 1841-ben az üzlettársa is lett, és 1844-től a szortimentrészben nyilvánosan a társa is. Hartleben 1844. január 1-jén cégét kettéválasztotta, és szortiment-boltja mellett önálló cégként üzemeltette a kiadót, mely így az első tiszta profilú magyarországi könyvkiadónak tekinthető. 1848-ban Altenburger betegsége miatt kiszállt az üzletből, mely ezután Jeremiássy Vince, Röber Ágoston és Starcke Ármin közreműködésével működött tovább. 1861-ben unokaöccse, Hartleben Adolf vette át az üzleti ügyek irányítását.
Hartleben Konrád Adolf 1863. április 5-én 85 esztendős korában, Bécsben meghalt. Örökösévé Hartleben Adolfot tette meg, aki a kiadói tevékenységet kezdetben Pesten, majd Bécsben, később Lipcsében folytatta. A pesti könyvkereskedést Röber, Starcke és Jeremiássy örökölte. 1866-ban a szortiment üzlet végleg bezárt, készletét, és magyar nyelvű műveinek jogát Ráth Mór, Eggenberger Ferdinánd és a Franklin Társulat vásárolta meg. Egy kisebb készlet Röber és Starcke tulajdonában maradt, akik még egy ideig folytatták a kereskedést.
A pesti Hartleben kiadó 1870-ben szűnt meg teljesen.

## Könyvkiadói tevékenysége
Hartleben Konrád Adolfnak 1802 és 1831 között összesen 41 magyar kiadványa volt, de ezek többségében a magyar irodalom szempontjából még jelentéktelen művek voltak. Ugyanekkor 71 német munkát is kiadott, melyek között 18 földrajzi, 15 történeti és 12 szépirodalmi munka volt. 1815 és 1826 között csak német nyelvű könyveket jelentetett meg. Hartleben 1857-ben kiadott katalógusa – melyben az addig kiadott összes kiadványa szerepel – jól mutatja a magyar nyelvű művek arányát. A 87 oldalas katalógus ugyanis 14 oldalon sorolja fel csupán a magyar kiadványokat.
Hartleben munkásságának jelentős részét a földrajzi munkák, térképek és atlaszok kiadása alkotta. Legismertebb ezek közül Johann Georg August Galletti Egyetemi világismerete, mely világatlasszal együtt jelent meg. 1859-ig 12 német és két magyar nyelvű kiadást ért meg, és Karacs Ferenc rézmetsző is készített hozzá térképet. Nála jelent meg például Beszédes József térképe Kolozsvártól Grétzig hajózható országos nagy csatorna' tervének és a' földszín 's folyó-vízágy' ótalmi elvének rövid előadása.

### Magyar nyelvű kiadványai
Az 1802-1813 közötti, népszerű magyar nyelvű kiadványai közé sorolható a három, Napóleonról szóló mű: Bonaparténak... élete és külső s belső megesmertető jeleinek leirása (1802), Bonaparte Napoleon (1808), és a Napoleon frantzia birodalom császárnak […] élete s tulajdonsági (1804). Kelendőek voltak Holosovszky Imre ponyvairodalmi termékei is, mint például Vitéz Kálnoki Móric vagy a magyar huszár a burgos háborúban, a Lelemények és a Rózsika titka. 
Az 1831 után kiadott magyar nyelvű művek között már értékes szépirodalmi és tudományos művek is találhatók. Például Eötvös József A házasulók című műve (1833), A karthausi (1842), A falu jegyzője (1845), és a Magyarország 1514-ben (1847). Ő adta ki elsőként 1846-ban Jókai Mór Hétköznapok című első regényét és Petőfi Sándor A hóhér kötele című kötetét, valamint 1847-ben  Kemény Zsigmond Gyulai Pál című történeti regényét. Szintén Hartlebennél jelent meg Bajza József Az emberi mivelődés történetei (1844) és a Világtörténet (1847), Csokonai Vitéz Mihály minden munkái (1847), Kölcsey Ferenc versei (1832), Garay János tollrajzai (1846), Nagy Ignác beszélyei (1843) és torzképei (1844).
A Külföldi regénytár 23 kötetes sorozatában jelent meg Petőfi fordításában Charles de Bemard A koros hölgy című regénye (1843) és a kétkötetes Robin Hood (1844). A sorozat lezárását követően indította el Hartleben az új külföldi regénytárát, amelyből 10 kötet jelent meg. Mindkét sorozat kiadója a Kisfaludy Társaság volt.

### Német nyelvű kiadványai
Hartleben német nyelven főleg tudománynépszerűsítő műveket adott ki, és illusztrált könyveinek nagy sikere volt a német könyvpiacon. Például a Bildermagazin für allgemeine Weltkunde (1834-35), Miniaturgemälde aus der Länder- und Völkerkunde (1826-1828), Naturgeschichte der Colibris (1836), Naturgeschichte der Säugetiere (1836), Naturgeschichte der wiederkäuenden Tiere (1836), Naturgeschichte der Vögel (1836), Naturgeschichte der Affen (1837), William Jardine Naturgeschichtliches Kabinet des Tierreiches (1836-42), Heinrich Gotthard von Treitschke Naturhistorischer Bildersaal des Tierreiches (1840-42), Rudolf Alt Pest und Ofen illustriert in 32 Originalzeichnungen…(1845), Mednyánszky Alajos Malerische Reise auf dem Waagflusse in Ungern (1844), stb.
Hartleben kezdetektől fogva kedvelte a művészi jellegű kiadványokat.  Már 1801-ben kiadta a hat műlapot tartalmazó Malerischen Darstellungen aus Österreich című nagy sikerű nyomtatványt, melyért Frigyes Vilmos porosz királytól is elismerésben részesült. Hasonló jellegű volt az 1833 és 1842 között megjelent Panorama der Osterreichischen Monarchie, melyért V. Ferdinánd királytól kapott kitüntetést. A Pittoreskes Souvenir an die schönsten Ansichten der Donau, és a Wundermappe der Donau acélmetszetes kötetekben több 19. századi pest-budai látkép is található.
Nagyszabású kiadványai voltak a Belletristisches Lesekabinet 802, a Neues belletristisches Lesekabinet 323, és Alexandre Dumas Historisch-romantische Gemälde und Reisebilder 388 számmal. A szórakoztató irodalmi műveket közlő sorozatokban főleg francia és angol írók, például Alexandre Dumas, George Sand, Paul de Kock, Eugène Sue, Harriet Beecher Stowe, Bret Harte, Edward Bulwer, stb. regényei jelentek meg.
Hartleben a magyar irodalom külföldön való terjesztésében is elvitathatatlan érdemeket szerzett, ugyanis a magyar nyelvű műveket német fordításban is kiadta, például Eötvös József A falu jegyzője 1846-ban, és a Magyarország 1514-ben című műve 1850-ben jelent meg német fordításban.